# مدینتی
شهر مدینتی (به عربی: مدینتی) یک زیستگاه انسانی در مصر است که در قاهره بزرگ واقع شده‌است. اسم شهر به معنی شهر من در عربی است.